# Palacio consistorial de Devizes
El Ayuntamiento de Devizes es un edificio municipal en St John's Street en Devizes, Wiltshire, Inglaterra. La estructura, que es el lugar de reunión del Ayuntamiento de Devizes, es un edificio catalogado de Grado II*.

## Historia

### Edificios municipales anteriores

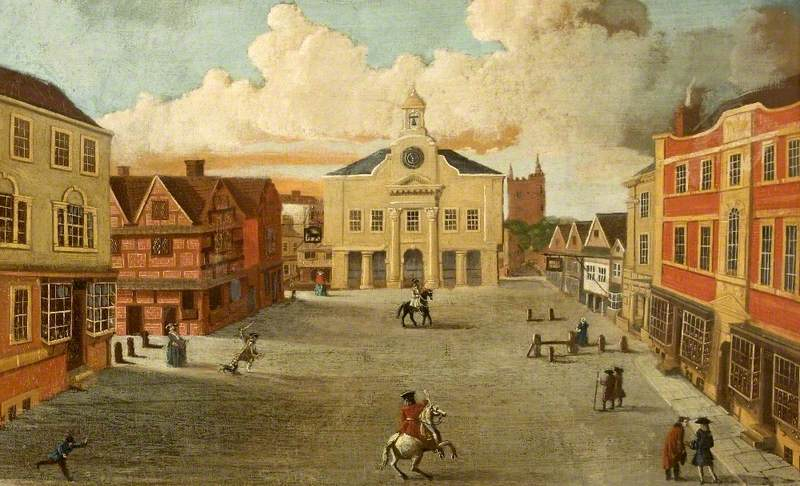
The Yarn Hall en St John's Street, terminado en 1575

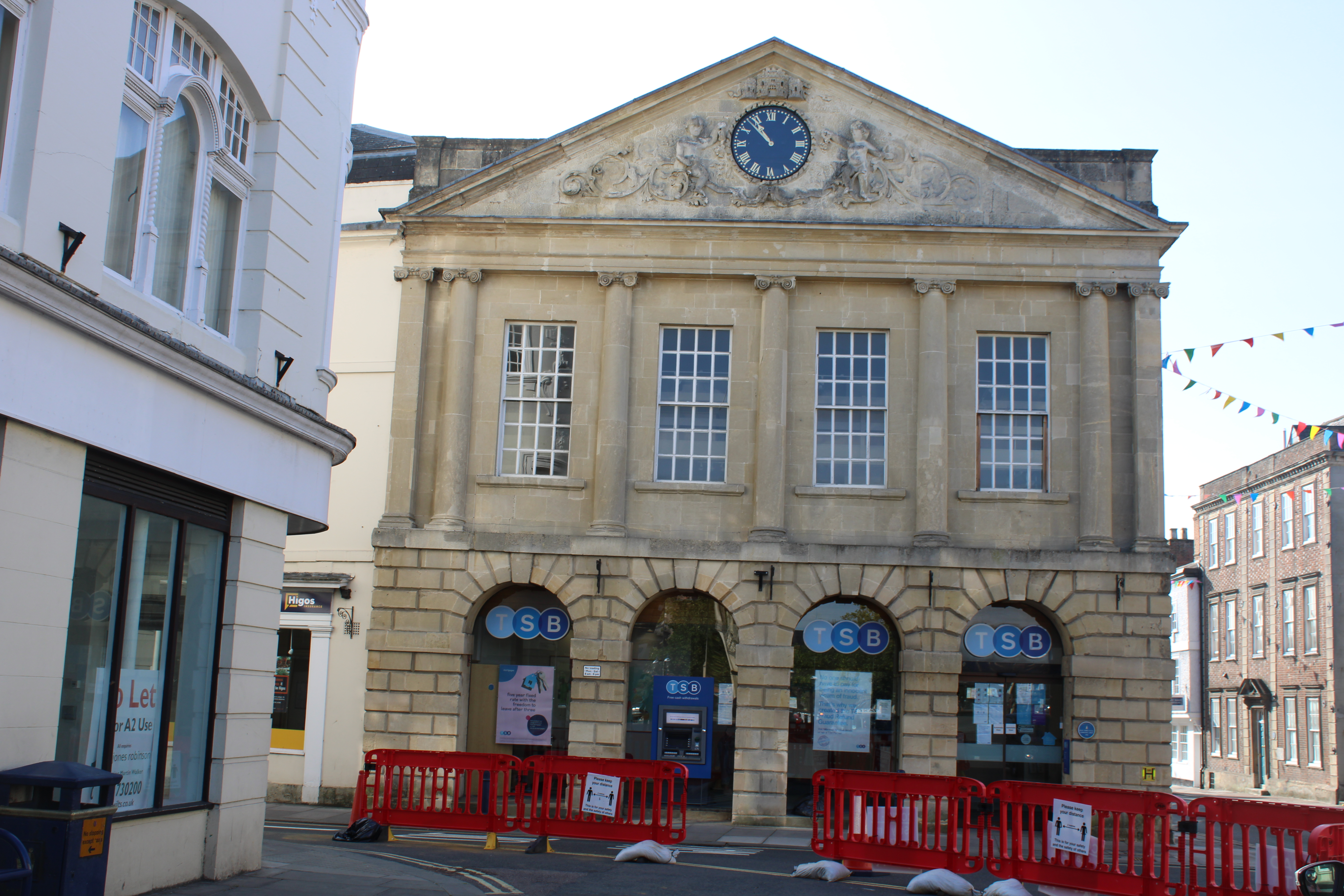
El antiguo ayuntamiento en Wine Street, terminado en 1752

El primer edificio municipal en Devizes fue una estructura medieval en el área de New Port, un distrito dentro del patio exterior del castillo de Devizes, terminado a mediados del siglo XV. Una segunda estructura, una casa gremial con una casa municipal contigua, se completó a mediados del siglo XVI: esta estructura albergaba los tribunales y también proporcionaba almacenamiento para los archivos de la ciudad.
Una tercera estructura, un edificio de ladrillo en el centro de St John's Street conocido como Yarn Hall, se completó en 1575, se reconstruyó en 1616 y luego se remodeló en estilo neoclásico en 1629. El diseño involucró una fachada principal simétrica con cinco bahías orientadas al sur por St John's Street; había una columnata con columnas de orden toscano en la planta baja y la bahía central presentaba una puerta que estaba flanqueada por columnas de orden corintio de altura completa que sostenían un frontón. Esta estructura, que también albergaba los tribunales, se amplió aún más cuando se incorporó un calabozo en el sótano en 1650. El edificio se convirtió en el hogar del mercado de quesos en 1689 y se reconfiguró para albergar una cámara del consejo en 1735.
Una cuarta estructura, un edificio de piedra de sillería en el lado sur de Wine Street ahora conocido como Old Town Hall, fue diseñado por el Sr. Lawrence en estilo neoclásico y se completó en 1752. El diseño involucró una fachada principal simétrica con cuatro bahías que daban a Wine Street; en la planta baja, que estaba rusticada, había cuatro vanos de medio punto y, en el primer piso, cuatro ventanas de guillotina flanqueadas por columnas de orden jónico, así como dos pilares de esquina que soportaban un entablamento y un frontón con un reloj flanqueado por figuras talladas de Cupido en el tímpano . El edificio se usó principalmente como mercado: entre 1785 y 1787 sirvió como arsenal para la milicia real de Wiltshire y, mientras la estructura actual estaba en construcción, se usó brevemente como sede de reuniones del consejo. Luego se alquiló para uso comercial en 1809 y se vendió en 1825.

### El ayuntamiento actual
La estructura actual, un edificio de piedra de sillería en el centro de St John's Street, se construyó en el solar del antiguo Yarn Hall y, aunque la antigua fachada fue demolida por completo, la nueva obra incorporó gran parte del interior del antiguo edificio. Fue financiado en parte por donaciones de los parlamentarios locales, Joshua Smith y Thomas Estcourt. La nueva estructura fue diseñada por Thomas Baldwin en estilo neoclásico, construida en piedra de sillería a un costo de £ 6416 y se inauguró oficialmente con un gran baile el 2 de noviembre de 1808. El diseño involucró una fachada principal simétrica con cinco bahías orientadas al sur por St John's Street; la sección central de tres bahías formaba un arco curvo de altura completa. La planta baja, que estaba rústica, presentaba ventanas de cabeza redonda, mientras que el primer piso presentaba ventanas de guillotina con frontón flanqueadas por columnas de orden jónico que sostenían un entablamento.  Internamente, la planta baja continuó albergando el mercado de quesos mientras que el primer piso conservó la sala del consejo y una gran sala de reuniones. La reconstrucción también conservó el encierro en el sótano.
Después de un crecimiento demográfico significativo, asociado en gran parte con el estado de Devizes como ciudad comercial, el área se convirtió en un distrito municipal con el ayuntamiento como sede en 1835. El sótano del edificio se usó como refugio antiaéreo en la Segunda Guerra Mundial y, después de la guerra, el salón de actos se usó como lugar de celebración de eventos: entre los artistas se encontraba la banda beat, The Merseybeats, en junio de 1966 y la banda de rock, Status Quo, en diciembre de 1968. El edificio continuó sirviendo como sede del Ayuntamiento de Devizes durante gran parte del siglo XX pero dejó de ser la sede del gobierno local después de que el Consejo del Distrito de Kennet se estableciera en The Cedars en Bath Road en 1974. Posteriormente, el ayuntamiento se convirtió en las oficinas y el lugar de reunión del Ayuntamiento de Devizes.
Las obras de arte incluyen retratos de Joshua Reynolds del rey Jorge III y de la reina Charlotte, y retratos de Briton Rivière de Lord y Lady Roundway de Roundway Park. También hay un retrato de Thomas Phillips del político Joshua Smith, y un retrato de Henry William Pickersgill del político John Pearse.